# Jann Jakobs
Jann Jakobs (Krummhörn, 22 dicembre 1953) è un politico tedesco, sindaco di Potsdam dal 2002 al 2018.